# Гавраилово
Гавраилово е село в Югоизточна България. То се намира в община Сливен, област Сливен.

## География
Гавраилово е разположено в диплите на Източна Стара планина, в непосредствена близост до Средна гора. Намира се на 20 км западно от гр. Сливен. Край него преминават р. Тунджа и жп линията София – Сливен – Бургас. Известно е като център на Долината на прасковите, защото благоприятните почвени и климатични условия в региона допринасят за отглеждането на хиляди декари с праскови (компотни и десертни), лозя, череши, ябълки, житни култури. Гавраилово е със землище от 18000 дка (9000 дка обработваеми земеделски земи и 9000 дка горски фонд).

## История
По исторически сведения с. Гавраилово е разположено в близост до тракийската крепост „Юлеинград“. Първите сведения за днешно Гавраилово /Дермен дере/ датират от 1610 година. В годините на османско владичество след Руско-турската война от 1829 – 1830 година голяма част от населението (80 семейства) се е изселило в бесарабските земи на Русия в Дермендере (Каланчак) (дн. Одеска област в Украйна). През 1861 година започва изграждането на църквата „Св. Архангел Михаил“. На 4 януари 1878 г. в селото навлизат Руските войски. Във войните за национално обединение (вкл. Първата и Втората световна война) жителите на Гавраилово са вземали активно участие, като голяма част от тях са заплатили с живота си, борейки се за свобода и независимост.

### Загинали в Балканската война 1912 – 1913 г.
- Въльо Петков Вълев
- Стефан Маринов Мароев
- Стойно Петров – Мирчо
- Иван Драгоев Георгиев

### Загинали в Междусъюзническата и Първата световна война
- Петър Атанасов
- Даньо Атанасов
- Иван Петков
- Йордан Петков
- Григор Петров
- Диньо Петров
- Петко Атанасов
- Йордан Кънев
- Иван Кънев
- Пейчо Колев Божеков
- Павел Петров
- Динко Петров
- Стойко Костадинов
- Павел Стоянов
- Стайко Йовов
- Георги Петров
- Стоян Петров

### Загинали като комунистически партизани и български войници – 1941 – 1945 г.
- Йордан Пейчев Колев
- Стоян Петров Карастоянов
- Стоян Стоянов Нейчев
- Георги Йорданов Нейчев
- Въльо Радев Вълев

В началото на ХХ век в селото е развито земеделие и скотовъдство. Съществен принос за тяхното процъфтяване играе създаването на ПК „Пчела“. Жителите на селото обогатяват своето духовно и културно развитие чрез учредяването на читалище „Слънце“ през 1928 г. Основано е Основно училище „Найден Геров“.
На 25 юли 1943 година мандрата в селото е опожарена от комунистически партизани.
Прозорливи земеделци от с. Гавраилово засаждат първите прасковени дръвчета в началото на 30 – 40 години на XX век.
Перспективите пред прасково-производството са осъзнати и през 1959 – 1960 г. на територията на селото се изгражда Консервна фабрика. През 1966 г. се появява и пункт за манипулиране на праскови за износ.
Благоприятното географско разположение допринася за оформянето на Гавраилово като център на АПК „Долината на прасковите“. В землището се отглеждат 1100 дка. При производството на праскови е имало върхове и падения, но интересът на прасковопроизводители в бързата възвръщаемост на инвестициите, близостта до Консервен комбинат „Фрукто“ – Сливен и традициите в износа на пресни плодове от праскови играят съществена роля за затвърждаване на прасковата като перспективна култура.

## Обществени институции
През годините жителите на село Гавраилово са успели да запазят, съхранят и увеличат своето културно-историческо наследство.
Първото училище /килийно/ е открито през 1866 г. Новата сграда на училището е изградена през 1950 г. и реконструирана през 1976 г. Училището е средищно – до 8-и клас.
Читалището е създадено през 1928 г.
Църквата „Св. Архангел Михаил“ е построена през 1861 – 1866 г.
Работи целодневна детска градина – с три групи.
Населението се обслужва от едно здравно заведение.
С цел обхващане и осигуряване на работни места на по-голяма група от населението на селото и района, през 1960 г. е изградена Консервна фабрика. В най-добрите ѝ години в нея се трудят около 1000 души. Произвеждана е продукция около 12 500 тона – компот от белени праскови, череши, круши; нектар, който е изнасян за Австрия, Германия, Швеция, СССР, Полша и Румъния. В района на Консервна фабрика са изградени и осигуряват работни места оранжерии, гъбарник, бетонов цех.
Произвеждат се около два милиона броя облагородени лози. През землището на селото е изграден напоителен канал М-1 от напоителна система „Средна Тунджа“. Построен е главен път I-6 София – Бургас, както и високопланински язовир (40 дка) в местността Елата. За затвърждаване на културните ценности и запазване на автентичния фолклор през 60-те години на XX век започва изграждане на нов читалищен дом, кметство, поща, ресторант, сладкарница, библиотека, автоматична телефонна централа. През 70-те години на XX век е изградена и административна сграда на АПК „Долината на прасковите“ – Гавраилово. Построен е стадион с плувен басейн /25х12/. Към читалището има фолклорен танцов състав за народни танци, детски танцов състав, библиотека с голям брой томове, женски хор за любими песни.

## Културни и природни забележителности
Географското разположение на с. Гавраилово в южните склонове на Стара планина е предпоставка за развитието на туризма.
Селото е разположено на 250 м надморска височина, а само за 15 мин. по пътя Гавраилово – Бяла се стига до високопланински язовир в м. Елата (750 м надморска височина). В близост до язовира има построени няколко заслона, които се използват както през лятото, така и през зимата от населението.
В непосредствена близост се намира древно тракийско селище в м. Градището.
Част от землището на селото в планината попада в проекта за изграждане на ветропарк „Бяла“.
На около 2 км, на юг от селото преминава р. Тунджа, която е място за развлечение и отдих. Край реката са разположени големи площи, засадени с праскови.

## Редовни събития
- Всяка година в село Гавраилово се организира празника „Златна праскова“.